# Tywain McKee
Tywain LaShawn McKee (Filadelfia, Pensilvania, 7 de marzo de 1986) es un jugador de baloncesto estadounidense que actualmente pertenece a la plantilla del BC Borisfen de la Premier League de Bielorrusia. Con 1,88 metros de altura juega en la posición de base.

## Universidad
Tras formarse en el Bartram High School en Filadelfia, Pensilvania, en 2005 se enroló en las filas de los Coppin State Eagles de Baltimore, Maryland, donde permaneció hasta 2009. En la temporada 2007-2008 llevó a los Eagles al torneo final de la NCAA con un récord de 16-20. En sus cuatro años en Coppin State fue elegido Rookie del Año de la MEAC, en el mejor quinteto rookie de la MEAC, en el segundo mejor quinteto de la MEAC (estos 3 galardones en 2006),  en el mejor quinteto de la MEAC en 2007, 2008 y 2009, Jugador del Año de la MEAC en 2009 y en el mejor quinteto del torneo de la MEAC en 2008 y 2009. Además fue MOP del torneo de la MEAC en 2008.
En las cuatro campañas con los Eagles jugó 127 partidos con unos promedios de 16,9 puntos, 4,6 rebotes, 3,1 asistencias y 1,9 robos de balón.

## Trayectoria Profesional

### Australia
Después de no ser elegido en el Draft de la NBA de 2009, tuvo su primera experiencia como profesional en los Wollongong Hawks australianos, donde jugó la temporada 2009-2010. Fue elegido en el Mejor Quinteto de la NBL. 
Jugó la NBA Summer League de 2009 con los Washington Wizards, disputando 3 partidos con un promedio de 2,3 puntos, 2 rebotes y 1 robo en 15,4 min de media.

### Bielorrusia
La temporada 2010-2011 la jugó en las filas del BC Tsmoki-Minsk bielorruso, donde ganó la Copa de Bielorrusia y la Liga Bielorrusa. 
Disputó la NBA Summer League de 2010 con los Toronto Raptors, jugando un partido donde metió 2 puntos, cogiendo 2 rebotes y robando 1 balón en 10 min.

### Rusia
Jugó las siguientes dos temporadas (2011-2012 y 2012-2013) en el  BC Triumph Lyubertsy ruso. Fue el mejor ladrón de la PBL en 2012 con 2,8 robos de balón y el MVP de las jornadas 2 y 3 de la Eurocup 2012-2013.
En sus dos temporadas con el conjunto ruso jugó 40 partidos en la PBL, promediando 14,6 puntos, 3,9 rebotes, 4,4 asistencias y 1,7 robos de balón.
En la Eurochallenge 2011-2012 jugó 15 partidos con un promedio de 10,5 puntos, 4,3 rebotes, 4 asistencias y 1 robo de balón, mientras que en Liga Báltica (baloncesto) 2011-2012 jugó 14 partidos con unos promedios de 10 puntos, 2,7 rebotes, 3,7 asistencias y 2,6 robos de balón.
En la Eurocup 2012-2013 jugó 11 partidos con unos promedios de 17,9 puntos, 5,7 rebotes, 6 asistencias y 2,3 robos de balón , mientras que en la VTB United League 2012-2013 jugó 20 partidos con unos promedios de 13,4 puntos, 4,9 rebotes, 5,2 asistencias y 3 robos de balón.
Tras estas dos excelentes temporadas en Lyubertsy, firmó por el todopoderoso UNICS Kazán para la temporada 2013-2014. En la VTB United League jugó 20 partidos con unos promedios de 7 puntos, 2,1 rebotes, 2,6 asistencias y 1,6 robos de balón, mientras que en Eurocup jugó 24 partidos con unos promedios de 7,2 puntos, 1,2 rebotes y 1,8 asistencias, además de quedar subcampeón tras ser derrotado en la final por Valencia Basket.

### Alemania
Tras esta temporada mediocre en Kazán, firmó para la temporada 2014-2015 con el EWE Baskets Oldenburg alemán, aunque en octubre de 2014 rescindió el contrato con el club. En 6 partidos jugados en la BBL promedió 12,3 puntos, 4,1 rebotes y 3,3 asistencias, mientras que en Eurocup jugó 2 partidos con unos promedios de 5 puntos, 2 rebotes, 4,5 asistencias y 1,5 robos de balón. 

### Israel
Firmó para el resto de la temporada con el Hapoel Jerusalem B.C. israelí, donde se proclamó campeón de la BSL. En 27 jugados de liga promedió 7,4 puntos, 3,1 rebotes, 4,2 asistencias y 1,3 robos de balón.

### Francia
Fichó por el Le Mans Sarthe Basket francés para la temporada 2015-2016, buscando volver a relanzar su carrera.